# Lobelia aberdarica
Lobelia aberdarica är en klockväxtart som beskrevs av Robert Elias Fries och Thore Christian Elias Fries. Lobelia aberdarica ingår i släktet lobelior, och familjen klockväxter. IUCN kategoriserar arten globalt som livskraftig. Inga underarter finns listade i Catalogue of Life.

## Bildgalleri

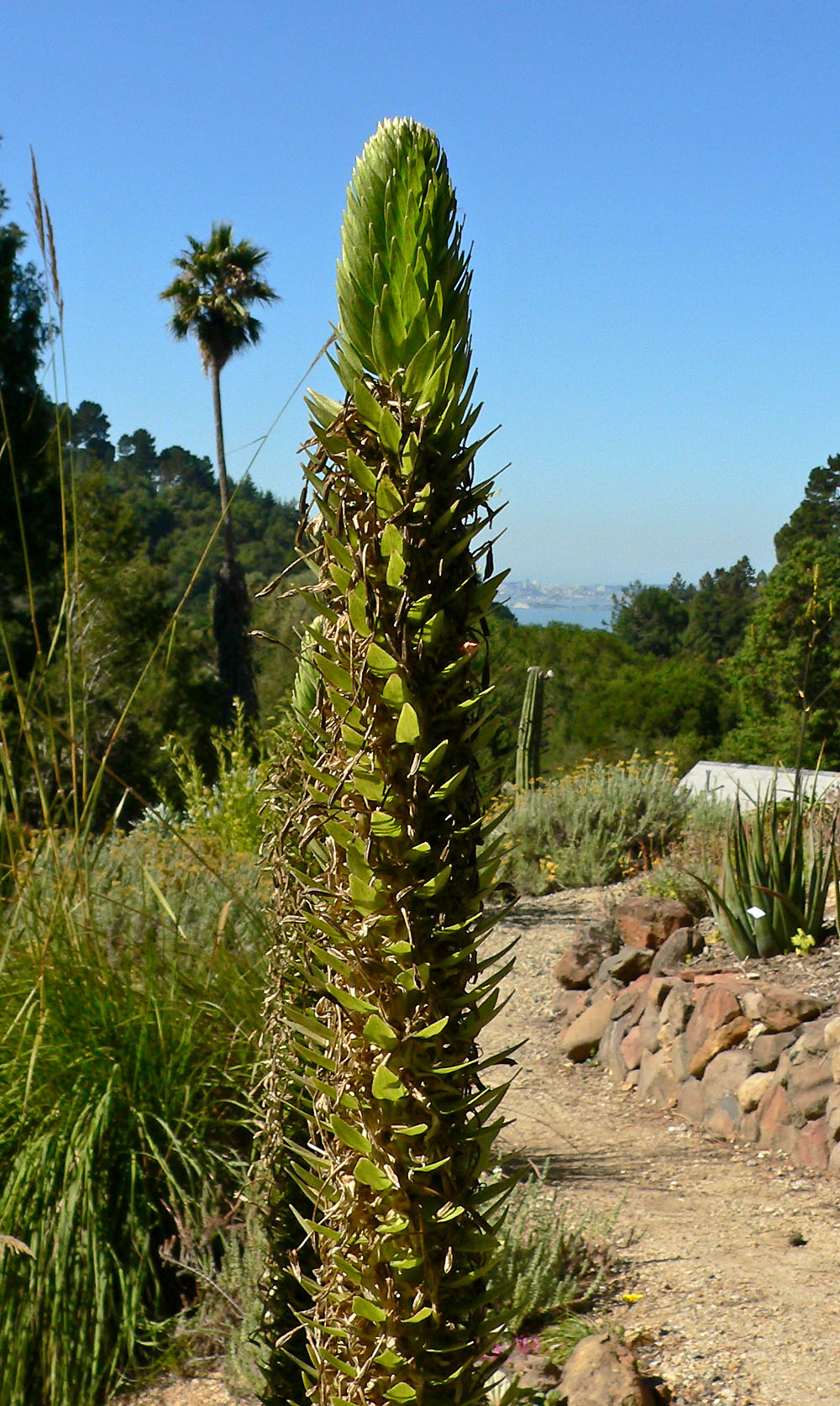